# Huta (Drohobyczka)
Huta (dawn. Huta Drohobycka) – część wsi Drohobyczka w Polsce, położona w województwie podkarpackim, w powiecie przemyskim, w gminie Dubiecko. Leży na północ od centrum Drohobyczki.
Dawniej samodzielna wieś i gmina jednostkowa w powiecie brzozowskim. Za II RP połączona z Drohobyczką w jedną gminę w powiecie przemyskim.